# Phùng Chí Kiên, thành phố Bắc Kạn
Phùng Chí Kiên là một phường thuộc thành phố Bắc Kạn, tỉnh Bắc Kạn, Việt Nam.

## Địa lý
Phường Phùng Chí Kiên có vị trí địa lý:
- Phía bắc giáp các phường Sông Cầu và Đức Xuân
- Phía đông giáp phường Đức Xuân và xã Nông Thượng
- Phía nam giáp xã Nông Thượng
- Phía tây giáp phường Sông Cầu và xã Nông Thượng.

Phường Phùng Chí Kiên có diện tích 3,62 km², dân số năm 2019 là 6.771 người, mật độ dân số đạt 1.870 người/km².
Theo Cổng thông tin điện tử chính phủ, phường Phùng Chí Kiên có diện tích 3,62 km², dân số khoảng 3.455 người, mật độ dân số đạt 954 người/km². Phường có tuyến quốc lộ 3 chạy qua địa phận. Trên địa bàn phường có suối Bắc Kạn, một phụ lưu hữu ngạn của sông Cầu chảy qua. Đền Cô, Đền Mẫu nằm trên địa bàn phường

## Hành chính
Phường Phùng Chí Kiên được chia thành 13 tổ dân phố: 1A, 1B, 2, 3, 4, 5, 6, 7, 8, 9, 10, 11, 12.